# Сикст Еразм
Сикст (Мриголод, Львів'янин) Еразм (бл. 1570, Львів — бл. 1635) — вчений, медик.

## Життєпис
Народився Львові. Навчався у Кракові, ступінь доктора медицини здобув у 1602 у Падуанському університеті (Італія).
У 1614–1629 — лікар львівського католицького шпиталю, пізніше професор медицини в Замойській Академії. Автор низки наукових праць, зокрема про ковтун, про курорт Шкло (вперше провів хімічний аналіз його води, привернув увагу до його лікувальних властивостей, пропагував грязелікування); коментарі до творів Луція Сенеки.
Був одружений двічі. Діти — Томаш (помер передчасно в розквіті сил) і Софія.
Перебуваючи бургомістром Львова Еразм Сикст виграв масштабний судовий процес у бізнесмена й політика Мартина Кампіана, який володів більшістю маєтностей Львова на той час, що призвело до вигнання у 1628 року Мартина Кампіана зі Львова.
Помер у м. Замостя (тепер Польща).

### Твори
- Про теплики у Шклі (пол. O cieplicach we Szkle; лат. De thermis in pago Sklo). Друкарня Замойської академії, 1617, перевидання Краків-Львів, 1780. У виданні 1617 року присвята написана Шимоном Шимоновичем.
- Медичний коментар до творів Л. Анея Сенеки (Commentarius medicus…), 1627 (друкар — Ян Шеліга[3]).
- Коментовані праці Публія Сира (Mimus Syrus Publias M. cum paraphresi Erasmi Roterdami notis Scaligeri et observantionibus Erasmi Sixti Leopoliensis (Kraków 1590) i Publii Syri Mimi ex editione Erasmi Sixti (Kraków 1600)).
- Commentarius in librum Herculis Saxoniae de plica polonica (імовірно, не збереглася).